# Eucera nigrescens
Eucera nigrescens är en biart som beskrevs av Pérez 1879. Eucera nigrescens ingår i släktet långhornsbin och familjen långtungebin. Inga underarter finns listade.

## Utseende
Ett bi med brungul päls på mellankroppen och svart bakkropp med ljusa mellanrum mellan tergiterna (bakkroppssegmenten). Som det svenska släktnamnet antyder, har hanen mycket långa antenner. Kroppslängden uppgår till mellan 13 och 16 mm. Arten är svår att skilja från övriga långhornsbin.

## Ekologi
Arten är specialiserad på ärtväxter som kråkvicker, häckvicker, gulvial, vitklöver, rödklöver och blålusern. Biet återfinns på öppna gräsmarker som glesa fruktodlingar och dammvallar med tillgång på näringsväxterna. Det är en låglandsart, som sällan går högre än 500 m. Hanarna uppträder 3 till 4 veckor före honorna; honorna flyger från tidigt i maj till mitten av juni, medan hanarnas flygperiod varar från mitten av april till mitten av juli.

### Fortplantning
Arten är solitär; honan gräver ett larvbo på mer eller mindre sluttande sand- eller lermark. Det förekommer att boet angrips av gökbiet storgökbi, vars larv lever av den insamlade näringen efter det värdägget eller -larven dödats.

## Utbredning
Eucera nigrescens förekommer i Syd- och Mellaneuropa inklusive sydöstra England (där den är mycket sällsynt och inte har observerats sedan 1970) samt Nordafrika.